# Gilbert de Clare (7e comte de Gloucester)
Pour les articles homonymes, voir Gilbert de Clare.
Gilbert de Clare (2 septembre 1243 – 7 décembre 1295) est un baron anglais, comte de Hertford et comte de Gloucester de 1262 à sa mort. Protagoniste éminent de la Seconde Guerre des barons, il combattit par la suite au Pays de Galles avant d'être déchu par Édouard Ier.

## Biographie

### Origines
Gilbert de Clare, baron normand, est le fils de Richard de Clare et de Mahaut de Lacy : Gilbert hérite des titres de son père à sa mort. 

### Aux côtés des barons
Durant la Seconde Guerre des barons, il combat tout d'abord dans le camp de Simon de Montfort : au mois d'avril 1264, inspiré par l'exemple de Montfort à Leicester, Gilbert de Clare prend la tête d'un pogrom contre les juifs de Canterbury. Mais ses châteaux de Kingston et de Tonbridge sont confisqués par le roi Henry III. Et si, lors de la saisie du château de Tonbridge, le roi laisse repartir libre la comtesse de Clare, Alice de Lusignan, qui est l'une de ses nièces, il n'hésite pas à proclamer le 12 mai 1264 « traîtres à la Couronne » les comtes de  Clare et de Montfort.
Deux jours plus tard, les barons affrontent l'armée royale à la bataille de Lewes. Juste avant le combat, Simon de Montfort arme chevaliers le comte de Clare et son frère Thomas, lesquels se voient confier le centre de l'armée des rebelles : ils massent leurs troupes sur les coteaux des Downs, à l'ouest de Lewes. Tandis que le prince Édouard se met en chasse de l'aile gauche des barons, en déroute, le roi et le comte de Cornouailles sont rejetés dans l'enceinte de la ville. Le roi Henri se barricade dans le prieuré de Saint-Pancrace, cependant que Gilbert reçoit la reddition du comte de Cornouailles, qui s'est retranché dans un moulin à vent. Montfort et le comte de Clare sont alors à l'apogée de leur gloire, et Montfort lui-même exerce de facto les prérogatives d'un roi d'Angleterre.

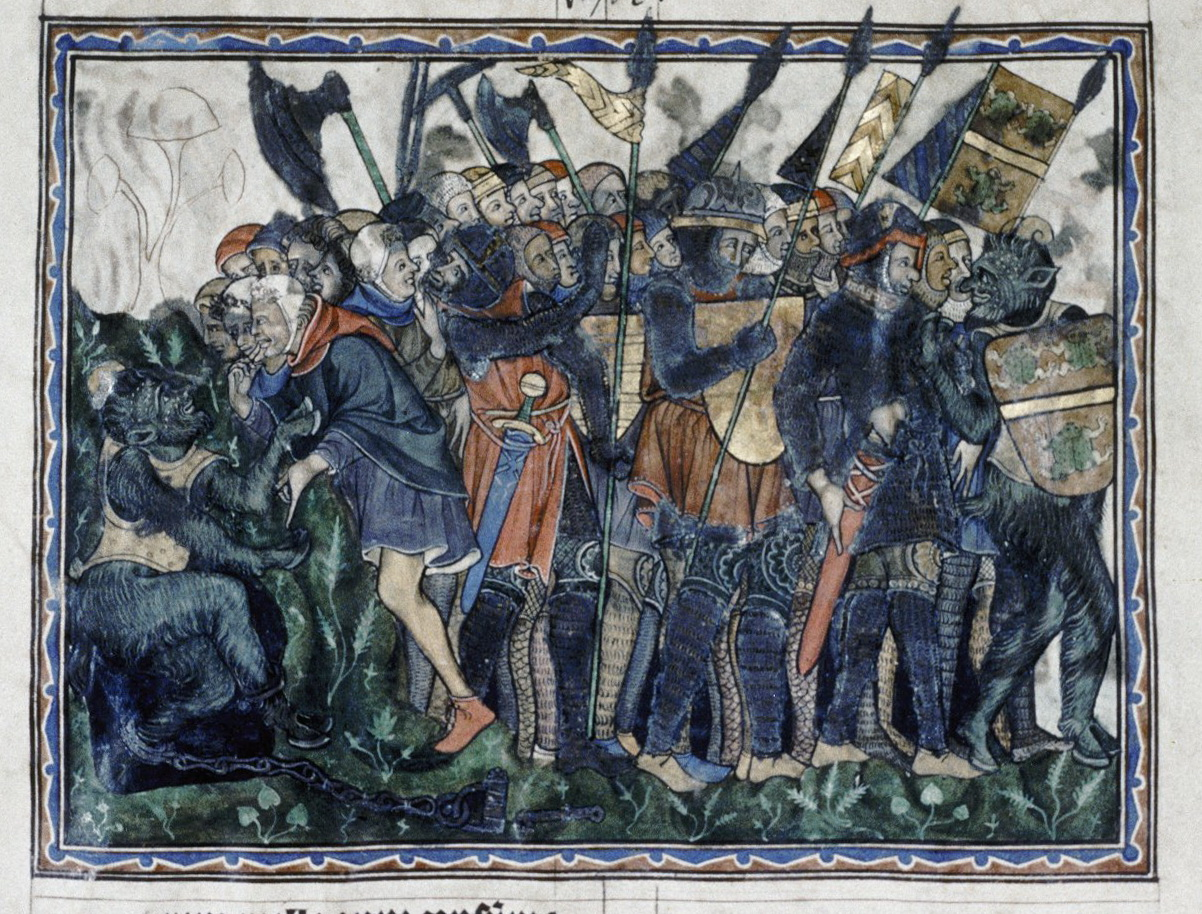
Apocalypse de Douce (vers 1265-70). Satan, symbolisé par le dragon, descend sur Terre (Apo., 20:7). On discerne parmi les bannières des armées de Satan, celle de Gilbert de Clare, qui s'est levé contre l'autorité d'Henri III.

Mais le 20 octobre 1264, le pape Clément IV excommunie Gilbert et ses alliés, et ses terres sont frappées d'interdit. Le mois suivant, alors qu'il vient de s'emparer des places de Gloucester et de Bristol, le comte de Clare est proclamé rebelle.

### Retournement d'alliance
En 1265, brouillé avec le comte de Montfort , il fait de nouveau allégeance à la Couronne : et pour empêcher toute fuite du comte de Montfort, il fait saborder les nefs du port de Bristol, et ordonne de couper le pont sur la Severn à Gloucester. Il commande le deuxième corps de l'armée royale à la bataille d'Evesham, le 4 août 1265, au cours de laquelle le comte de Montfort est tué, puis s'illustre ensuite aux côtés du Prince Édouard au siège de Kenilworth le 16 juillet 1266. Le 24 juin 1268, il est autorisé à faire le chemin de croix à Northampton en repentance et contrition de sa trahison.

### Seigneur des Marches galloises
Au mois d’octobre 1265, en reconnaissance de l’appui décisif qu’il a apporté au prince Édouard, Gilbert reçoit le titre et les terres d’Abergavenny et l’honneur de Brecknock. Aux fêtes de Michaelmas, son différend avec Llywelyn le Dernier fait l’objet d'un arbitrage, sans toutefois qu’un accord soit trouvé ; par précaution, il fait fortifier le château de Caerphilly dans l’intervalle. À la fin de l’année 1268, il ne peut répondre à la convocation du Parlement d'Angleterre, accaparé par les attaques incessantes de Llewelyn contre ses terres galloises ; mais à la mort du roi Henri III, le 16 novembre 1272, il fait en sorte d’être le premier des barons à prêter serment de loyauté à Édouard Ier, alors que celui-ci n’est encore qu’en Sicile, de retour des Croisades. Le lendemain, aux côtés de l’Archevêque d'York, il fait une entrée triomphale dans Londres et proclame à cette occasion la paix universelle entre chrétiens et juifs. Il est le premier baron à reconnaître au fils aîné du nouveau souverain le titre de prince héritier. Il est désormais reconnu co-régent du royaume en l’absence du roi ; et lorsqu’Édouard est de retour en Angleterre, au mois d'août 1274, il le reçoit dans son château de Tonbridge.

### La campagne galloise de 1282
Le comte de Clare propose au souverain de lancer une campagne contre les Galles du Sud. Le roi Édouard lui confie pour cela le commandement d'une armée, mais il essuie une défaite sévère à Llandeilo Fawr, et est remplacé par Guillaume de Valence, qui a perdu son fils lors du combat, pour le reste de la campagne.

### Querelle privée avec Humphrey de Bohun
En 1291, il entre en conflit avec le comte de Hereford, petit-fils de son ex-tuteur, à propos du fief de Brecknock : le comte de Bohun accuse Gilbert de Clare d'avoir élevé un donjon sur ses terres, ce qui déclenche une faide. Traditionnellement, ce type de conflit était arbitré par des pairs, les autres seigneurs des Marches d'Angleterre, mais dans ce cas précis, le roi Édouard y fit exception, convoquant lui-même les deux comtes devant l'assemblée de leurs pairs ; toutefois, constatant que les plaignants se défiaient de cette atteinte à une prérogative ancestrale, le souverain les convoqua finalement à comparaître devant le lit de justice royal. À l'issue du procès, les deux féodaux furent incarcérés, condamnés à la confiscation à vie de leurs terres ; en outre, Gilbert de Clare, en tant qu'agresseur, était condamné à verser à la Couronne 10 000 marcs d'or, tandis que le comte de Hereford devait verser une amende de 1 000 marcs ; tous deux furent toutefois libérés presque immédiatement, et recouvrèrent leurs terres : il avait suffi au roi de les discréditer et d'avoir ainsi affirmé son autorité suprême.

## Descendance
Gilbert de Clare épouse en 1253 Alice de Lusignan, fille d'Hugues XI de Lusignan. Ils ont deux filles :
- Isabelle (1263-1333), épouse Maurice de Berkeley ;
- Jeanne (1264-après 1322), épouse le comte Duncan III de Fife, puis Gervase Avenel.

Gilbert et Alice se séparent en 1271. Il se remarie en 1290 avec Jeanne d'Angleterre, fille du roi Édouard Ier d'Angleterre. Ils ont quatre enfants :
- Gilbert (1291-1314) ;
- Éléonore (1292-1337), épouse Hugues le Despenser le Jeune, puis William la Zouche, baron Zouche ;
- Marguerite (1293-1342), épouse Pierre Gaveston, puis Hugh Audley ;
- Élisabeth (1295-1360), épouse Jean de Bourg, puis Théobald de Verdun, puis Roger Damory.